# Liste der Monuments historiques in Belley
Die Liste der Monuments historiques in Belley führt die Monuments historiques in der französischen Gemeinde Belley auf.

## Liste der Bauwerke
| Bezeichnung                           | Beschreibung | Standort                                                                              | Kennzeichnung | Schutzstatus | Datum | Bild           |
| ------------------------------------- | ------------ | ------------------------------------------------------------------------------------- | ------------- | ------------ | ----- | -------------- |
| Hôtel de Ville                        |              | rue Lamartine (Lage)                                                                  | PA00116305    | Inscrit      | 1944  | weitere Bilder |
| Bischöfliches Palais (Belley)         |              | (Lage)                                                                                | PA00116301    | Classé       | 1932  | weitere Bilder |
| Hôtel Brillat-Savarin                 |              | 62, Grande-Rue (Lage)                                                                 | PA00116302    | Inscrit      | 1926  | weitere Bilder |
| Hôtel des ducs de Savoie (Belley)     |              | 34, Grande-Rue (Lage)                                                                 | PA00116303    | Inscrit      | 1926  | weitere Bilder |
| Hôtel de province                     |              | Rue des Cordeliers (Lage)                                                             | PA00116304    | Inscrit      | 1944  | weitere Bilder |
| Kathedrale von Belley                 |              | (Lage)                                                                                | PA00116300    | Classé       | 1906  | weitere Bilder |
| Kleines Seminar Belley                |              | Rue Sainte-marie (Lage)                                                               | PA00116309    | Classé       | 1840  | weitere Bilder |
| Lycée Lamartine (Belley)              |              | 41, rue Georges-Girard (Lage)                                                         |               |              |       |                |
| Maison du Vachat                      |              | 11, Grande-Rue (Lage)                                                                 | PA00116308    | Inscrit      | 1973  | weitere Bilder |
| Maison d’Olivier Le Daim (Maison May) |              | 34, rue des Cordeliers Rue Saint-Jean (Lage)                                          | PA00116307    | Inscrit      | 1971  | weitere Bilder |
| Place de la Cathédrale (Belley)       |              | (Lage)                                                                                | PA00116310    | Classé       | 1944  | weitere Bilder |
| Schalenstein von Magnieu              |              | Parc Jean-Pierre-Camus vor dem Bischöflichen Palais (ursprünglich aus Magnieu) (Lage) | PA00116421    | Classé       | 1920  | weitere Bilder |

## Liste der Objekte

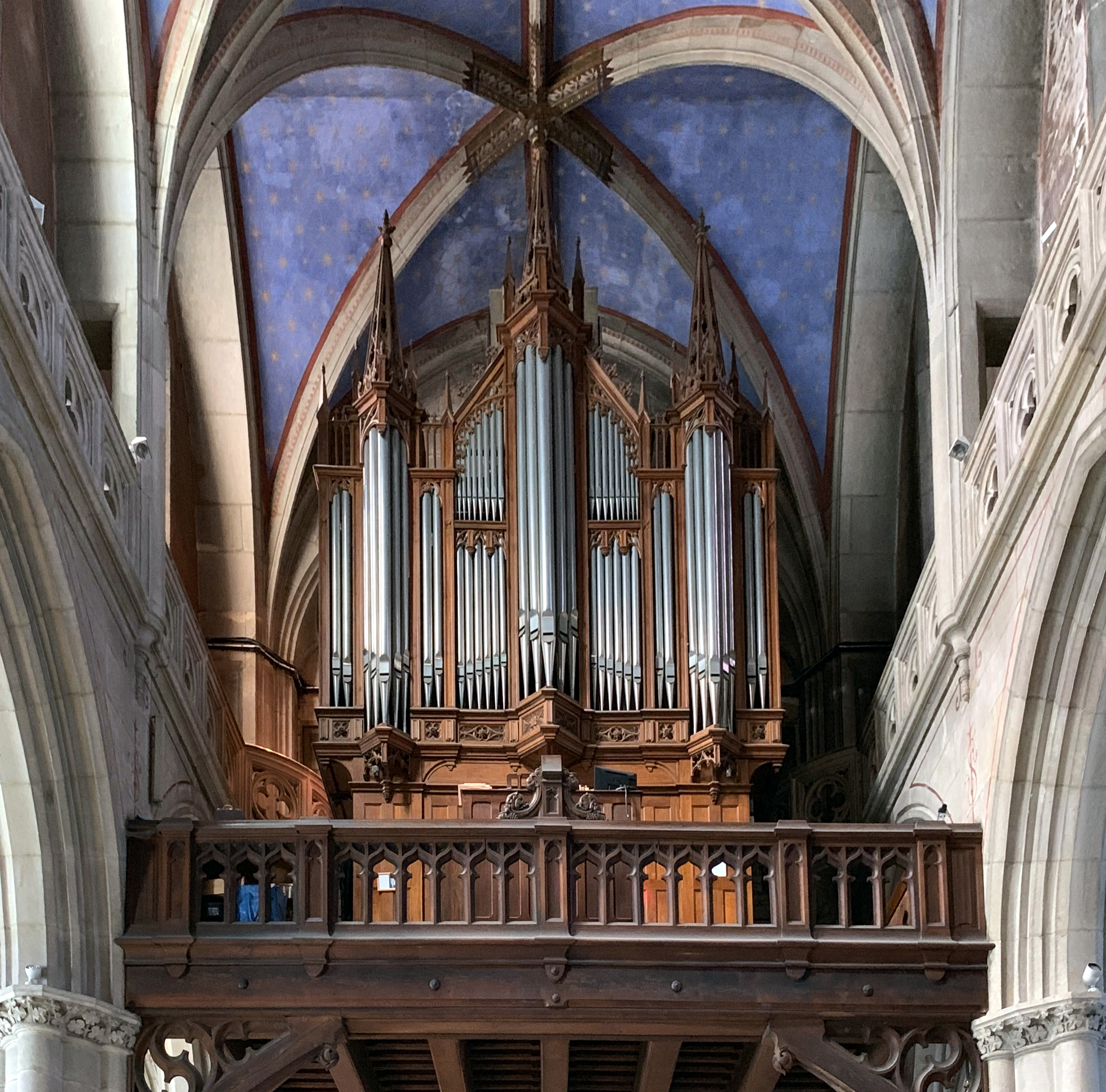
Orgel in der Kathedrale

- Monuments historiques (Objekte) in Belley in der Base Palissy des französischen Kultusministeriums